# Паркстадион
Паркстадион био је вишенаменски стадион у Гелзенкирхену, Северна Рајна-Вестфалија, Немачка, који се више не користи за домаћинство већих догађаја. Стадион је изграђен 1973. године и био је домаћин пет утакмица Светског првенства у фудбалу 1974. године и две утакмице Европског првенства у фудбалу 1988. Имао је капацитет од 62.109 места за 45.067.
Током ФИФА Светског првенства 1974. године, Југославија је поставила рекорд за једну од највећих победа икада на ФИФА Светском првенству победивши Заир са 9 : 0.

## Утакмице СП 1974. и ЕП 1988.
| №  | Датум        | Утакмице                    | Резултат | Такмичење          | Посета |
| -- | ------------ | --------------------------- | -------- | ------------------ | ------ |
| 1. | 18. јун 1974 | Југославија – Заир          | 9 : 0    | СП 1974. група 2   | 31.700 |
| 2. | 22. јун 1974 | Бразил – Заир               | 3 : 0    | СП 1974. група 2   | 36.200 |
| 3. | 26. јун 1974 | Холандија – Аргентина       | 4 : 0    | СП 1974. група 1   | 56.548 |
| 4. | 30. јун 1974 | Источна Немачка – Холандија | 0 : 2    | СП 1974. група Б   | 68.348 |
| 5. | 3. јул 1974  | Аргентина – Источна Немачка | 1 : 1    | СП 1974. група Б   | 54.254 |
| 6. | 14. јун 1988 | Западна Немачка – Данска    | 2 : 0    | ЕП 1988. — група 1 | 64.812 |
| 7. | 18. јун 1988 | Република Ирска – Холандија | 0 : 1    | ЕП 1988. — група 2 | 60.800 |